# Андре Гробеті
Андре Гробеті (фр. André Grobéty, 22 червня 1933, Женева — 20 липня 2013) — швейцарський футболіст, що грав на позиції правого захисника, зокрема за клуби «Серветт» та «Лозанна», а також національну збірну Швейцарії.

## Клубна кар'єра
У дорослому футболі дебютував 1951 року виступами за команду «Серветт», в якій провів сім сезонів. 
Своєю грою за цю команду привернув увагу представників тренерського штабу «Лозанни», до якої приєднався 1958 року. Відіграв за цю команду наступні десять сезонів своєї ігрової кар'єри. Двічі, у 1962 і 1964 роках, допомагав команді здобути Кубок Швейцарії, а 1965 року виборов титул чемпіона країни.
Завершував ігрову кар'єру у нижчоліговій команді «Мерен», за яку виступав протягом 1968—1969 років.

## Виступи за збірну
1957 року дебютував в офіційних матчах у складі національної збірної Швейцарії.
1962 року був учасником тогорічного чемпіонату світу в Чилі, де взяв участь у всіх трьох іграх швейцарців на груповому етапі, які вони програли із сумарним рахунком 2:8. За чотири роки взяв участь у чемпіонаті світу 1966 року в Англії, де виходив на поле в одній грі групового етапу.
Загалом протягом десятирічної кар'єри у національній команді провів у її формі 41 матч, забивши 1 гол.
Помер 20 липня 2013 року на 81-му році життя.

## Титули і досягнення
- Чемпіон Швейцарії (1):

«Лозанна»: 1964-1965
- Володар Кубка Швейцарії (2):

«Лозанна»: 1961-1962, 1963-1964